# Алпоут (Ахсуйский район)
Алпоут — бывшее село, располагавшееся на территории нынешнего Ахсуйского района Азербайджана.

## История
В период нахождения поселения в составе Российской Империи изначально территориально относилось к Шамахинской губернии, после ее упразднения — к Бакинской. По данным «Кавказского календаря» на 1856 год село Алпоут населяли армяне, которые являлись последователями армянской церкви и между собой говорили по-армянски и по-татарски. По данным на 1870 год, село относилось к селам Шемахинского уезда, населенным исключительно армянами.